# Rabbit 2000
A Rabbit 2000 egy nagy teljesítményű 8 bites mikrovezérlő-család. A Rabbit Semiconductor tervezte és gyártja, az eszközt kifejezetten a beágyazott rendszerekben történő felhasználásra szánják. Átfogó integrált szolgáltatáskészlete és közvetítő áramköröket szükségtelenné tévő (glueless) architektúrája elősegíti a gyors hardvertervezést; támogatja a C nyelvű fejlesztést, ami elősegíti hatékony, komplex alkalmazások készítését a beágyazott rendszerekhez. Az utasításkészlete az eredeti Z80 mikroprocesszor utasításkészletén alapul, de nem egyezik meg vele teljesen: tartalmaz néhány újabb utasítást is, és elhagytak néhány ritkán használt utasítást. A Rabbit dokumentációja szerint a processzor ötször gyorsabban hajtja végre az utasításokat, mint az igazi Z80-as processzor, ebben a jellemzőjében a Zilog eZ80-hoz hasonlít.
A legtöbb Rabbit mikrovezérlő beépített flash memóriával és SRAM-mal rendelkezik. Az integrált (beépített) eszközök között megtalálhatóak az analóg-digitális átalakító (ADC), különböző időzítők és ki- és bemeneti csatornák is. A processzorok általában 18, 22 és 25 MHz körüli órajeleken futnak.

## Fordítás
- Ez a szócikk részben vagy egészben a Rabbit 2000 című angol Wikipédia-szócikk ezen változatának fordításán alapul.  Az eredeti cikk szerkesztőit annak laptörténete sorolja fel. Ez a jelzés csupán a megfogalmazás eredetét és a szerzői jogokat jelzi, nem szolgál a cikkben szereplő információk forrásmegjelöléseként.